# 내셔널 지오그래픽 (잡지)
전미 지리(全美地理) 또는 내셔널 지오그래픽(영어: National Geographic)은 전미 지리 협회(National Geographic Society)에서 매달 내는 학회지이자 교양지이다. 매달 세계 탐험, 문화, 동물, 역사 등의 다양한 주제를 다루며, 이에 대한 단행본도 발간한다. 현재 한국어판도 발행되고 있다. 창간호부터 표지에 노란색 테두리가 들어갔는데, 이것은 이후 학회의 중요한 상징이 되었다.

## 같이 보기
- 내셔널 지오그래픽 협회